# Marcinowice
Marcinowice (in tedesco Groß Merzdorf) è un comune rurale polacco del distretto di Świdnica, nel voivodato della Bassa Slesia.
Ricopre una superficie di 95,91 km² e nel 2004 contava 6 560 abitanti.